# جزيرة أبليدور

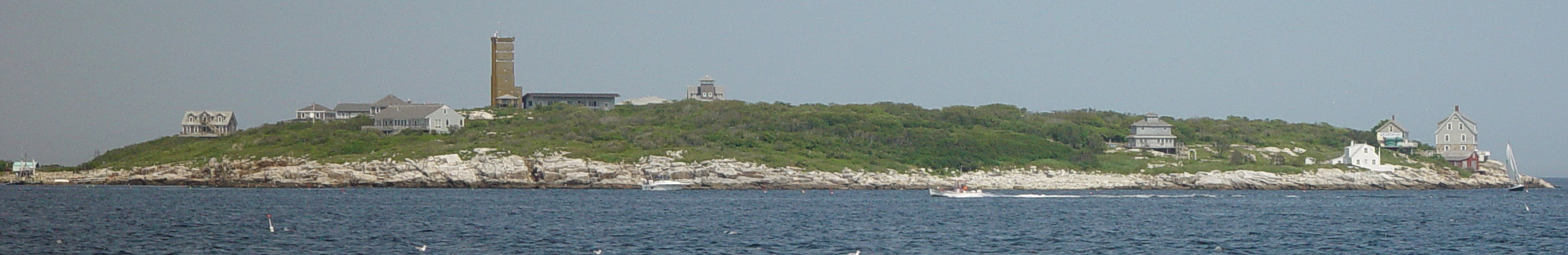
جزيرة أبليدور من الجزيرة من الغرب

جزيرة أبليدور (المعروفة سابقًا باسم جزيرة هوغ) هي أكبر جزر شولز الواقعة على بعد حوالي سبعة أميال من ساحل مين. وهي جزء من بلدة كيتيري في مقاطعة يورك.

## التاريخ
استوطن الأوروبيون جزيرة أبليدور في الأصل في الحقبة الاستعمارية، حيث سهّل النقل عن طريق المسطحات المائية النشاط الزراعي في الجزيرة بأساليب ذات كفاءة اقتصادية. أنشئت أول كنيسة فيها عام 1640. بالقرب من عام 1700، انتقلت المستوطنة بأكملها في هذه الجزيرة إلى جزيرة ستار في نيو هامبشاير للتهرب من الضرائب التي فرضتها ماساتشوستس (والتي كانت ولاية مين آنذاك مقاطعة).
اليوم، يقع في الجزيرة مختبر شولز مارين، الذي تديره جامعة كورنيل وجامعة نيوهامبشاير بشكل تعاوني منذ أوائل السبعينيات. جزيرة أبليدور مملوكة في الغالب لشركة ستار آيلاند كوربوريشن.
أبرز ما يميز الجزيرة هو برج المراقبة الخرساني الذي يعود إلى الحرب العالمية الثانية والذي شُيّد لتثبيت الرادار. لم تعد القبة المخصصة لحمل الرادار موجودة، ولم يتم تركيب وحدة الرادار مطلقًا.

## الجيولوجيا
يبلغ أقصى ارتفاع لأبلدور حوالي 80 قدمًا فوق مستوى سطح البحر.  تتمتع غالبية الجزيرة بتركيبة متحولة يغلب غليها صخور النيس.  يُعتقد أن تكوين الجزيرة يتميز بخمسة أحداث جيولوجية رئيسية، وهي تكوين مجمع الجاودار في مين ونيوهامبشاير، وتسلل الديوريت، وتكوُّن الأكاديين، وسدود دياباس، والتجلد. 
يمكن رؤية الدليل على هذه الأحداث في الانحدارات الجليدية، ودليل التآكل، ووجود السدود، والنتف الجليدي، وأكثر من ذلك. على سبيل المثال، ساهم نتف الأنهار الجليدية في تشكيل شكل الحوت للجزيرة نتيجة لوجوه منحدرات الصخر. 

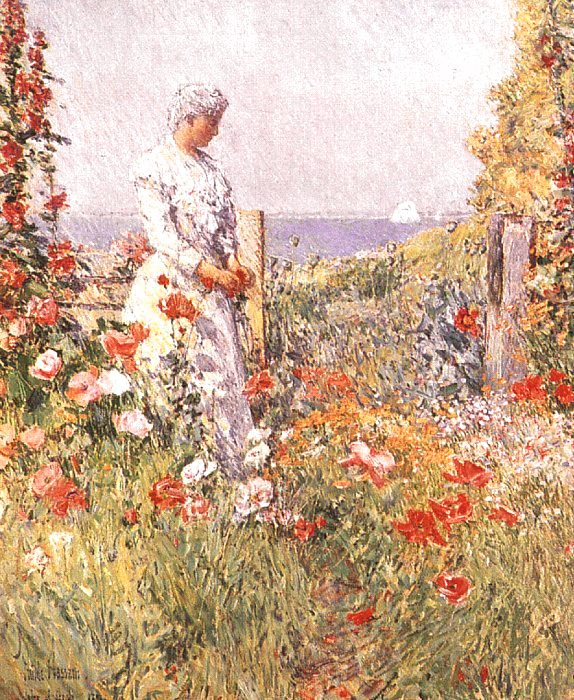
سيليا ثاكستر في حديقتها، 1892، بقلم تشايلد هسام

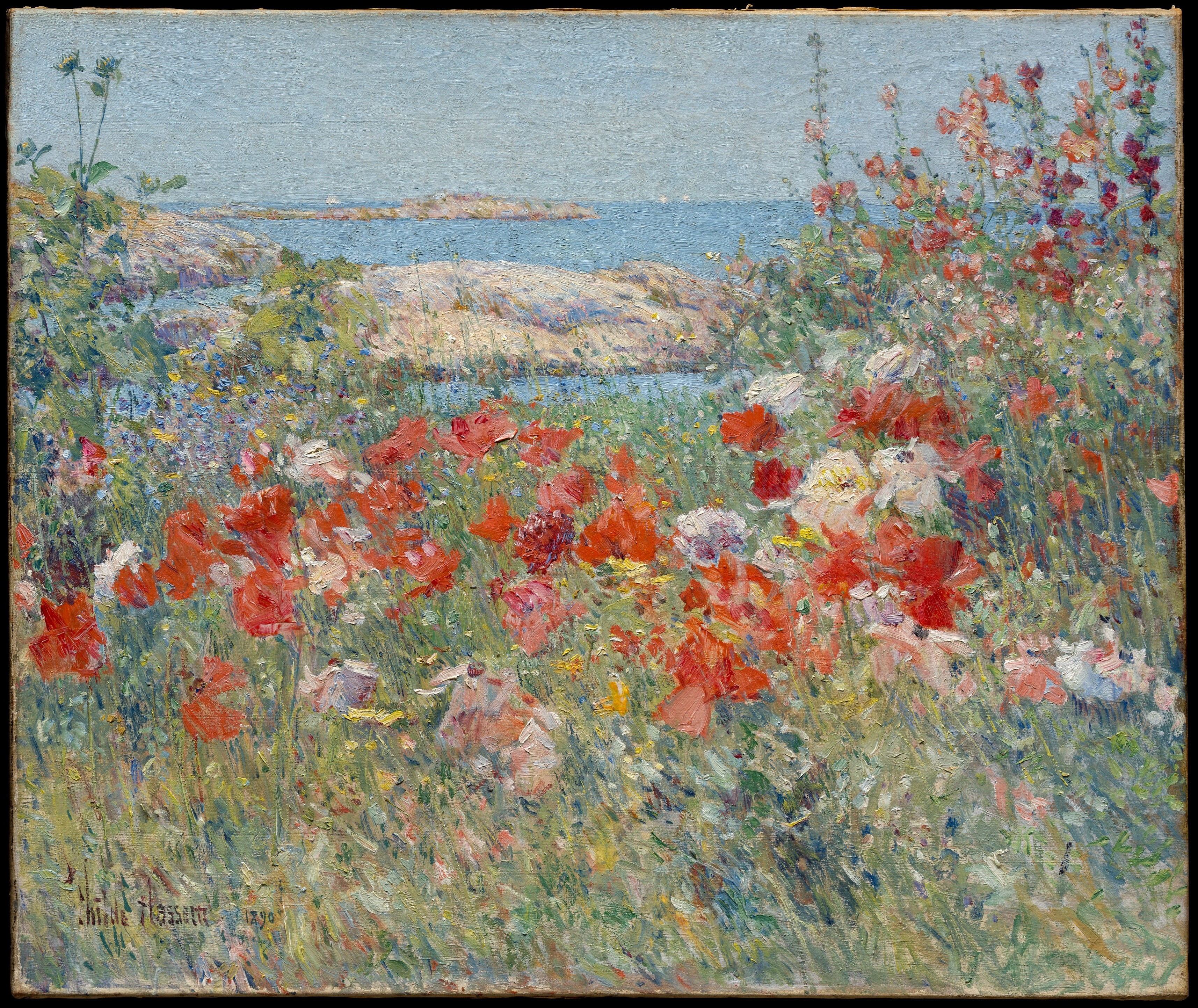
حديقة سيليا ثاكستر، 1890، بقلم تشايلد هسام، متحف متروبوليتان للفنون، مدينة نيويورك

## الروابط الخارجية
- مختبر شولز البحري

قالب:Maine Islands